# Автоматична пощенска станция
Автоматична пощенска станция (АПС) е автоматизирана машина, чрез която може да се осъществява получаване и изпращане на пратки. Обикновено получаването на пратки се осъществява чрез въвеждане на специален код, който клиентът трябва да е получил от изпращача. Изпращането на пратки се осъществява чрез попълване на формуляр и следване на инструкции. Някои станции разполагат и с терминали, които позволяват заплащане на пратката на място. Автоматите се оперират най-често от куриерски фирми, но и от посредници между клиенти и онлайн магазини, които се занимават основно само с автомати.
В България този вид станции започват да разширяват сериозно мрежата си след 2016 година.